# Thomas A. Anderson
Thomas A. Anderson er personen, der kalder sig Neo i science fiction-filmen The Matrix. Figuren er skabt af Wachowski-søstrene, og spilles af Keanu Reeves i filmene.